# 서울 천축사 목조석가삼존불
천축사 목조석가삼존불(天竺寺 木彫釋迦三尊佛)은 서울특별시 도봉구, 천축사에 있는 조선시대의 불상이다. 2013년 5월 23일 서울특별시의 유형문화재 제347호로 지정되었다.

## 지정 사유
천축사 목조석가삼존불좌상은 조성발원문과 복장 전적 등이 남아있지 않지만, 중수 발원문 가운데 한 장에는 17세기 전반에 조성되었다는 내용이 기록되어 있고, 삼존불상의 양식이나 착의법 등은 17세기 전반의 불상들과 일치하며, 특히 당시 대표적인 조각승 가운데 하나였던 현진과 그 계보 조각승에 의해 제작된 것으로 추정되므로, 서울시 유형문화재로 지정하여 보존하는 것이 바람직할 것으로 판단된다.

## 조사보고서
서울특별시 도봉구 도봉산 선인봉 동쪽 기슭에 자리한 천축사는 대한불교조계종 직할사찰이다. 사찰의 대웅전에 봉안된 목조석가삼존불좌상은 조선후기 전형적인 불상 양식을 따르고 있다. 불상 내 복장물은 대부분 도난당하였으며, 석가불에서 두 장의 發願文, 1600년을 전후해서 간행한 『妙法蓮華經』, 근래 인쇄된 경전(『金剛般若波羅密經』과 『원각경보안보살장』), 朱書陀羅尼 등이 발견되었다.
목조석가여래좌상은 높이가 88.5cm로, 조선후기에 제작된 중형 불상이다. 불상은 얼굴을 앞으로 약간 내밀어 구부정한 자세를 취하고, 얼굴이 신체에서 차지하는 비중은 1:3.2이다.
이러한 신체 비례는 17세기 전반에 제작된 불상에서 볼 수 있고, 17세기 중․후반으로 갈수록 신체에서 얼굴이 차지하는 비중이 커진다. 머리는 뾰족한 螺髮과 경계가 불분명한 肉髻로 표현되고, 육계 밑에 반원형의 中間髻珠와 정수리 부위에 낮은 원통형의 頂上髻珠가 있다. 타원형의 얼굴에 반쯤 뜬 눈은 눈꼬리가 약간 위로 올라갔고, 코는 콧날이 곧게 뻗었으며, 입은 살짝 미소를 머금고 있다. 오른손은 무릎 위에 손바닥을 아래로 가지런히 놓고, 따로 제작된 왼손은 엄지와 중지를 둥글게 맞대고 있다. 바깥에 걸친 대의는 오른쪽 어깨에서 완만하게 팔꿈치와 복부를 지나 왼쪽 어깨로 넘어가고, 반대쪽 대의는 왼쪽 어깨를 완전히 덮고 내려와 하반신에 펼쳐져 있다. 왼쪽 어깨에 대의자락이 한 가닥 수직으로 흘러내려 끝단이 둥글게 마무리된 것은 17세기 전반에 제작된 기년명 불상에서 볼 수 있는 요소이다.
하반신에 걸친 대의자락은 복부에서 오른쪽으로 몇 가닥이 완만하게 펼쳐지는데, 가장 안쪽 옷주름이 두툼하게 접혀 있다. 반대쪽 대의자락은 무릎 방향으로 네 가닥 정도 접혀 있다. 이와 같은 대의자락의 처리는 17세기 전반에 활동한 여러 명의 조각승 가운데 현진이 만든 불상과 가장 유사하다. 대의 안쪽에 입은 내의(僧脚崎)는 상단이 수평으로 마무리되고, 대각선으로 접혀 있다. 불상 뒷면의 처리는 목둘레에 大衣 끝단을 두르고, 왼쪽 어깨에 앞에서 넘어온 대의자락이 길게 늘어져 있다. 목조보살좌상은 석가불과 거의 동일한 인상과 착의법을 하고 있지만, 머리 위의 보관이나 어깨에 늘어진 보발 등의 표현이 다를 뿐이다.
사찰에 소장된 두 종의 발원문은 불상을 중수한 내용의 발원문으로 다음과 같다. (생략)
두 장의 발원문에 언급된 불상은 석가불, 제화갈라보살과 미륵보살이다. 전자의 발원문에 의하면 목조석가삼존불좌상은 萬曆 年間(1573-1619)에 제작되어 1713년에 조각승 진열과 영희 등이 경기 고양 북한산 노적사에서 중수하였다. 그런데 흥미로운 사실은 천축사 목조석가삼존불좌상이 중수될 때, 조각승 진열은 현재 경기 고양 상운사에 봉안된 목조아미타삼존불좌상을 제작하였다. 상운사에 봉안된 목조아미타삼존상의 대좌에 조성 관련 墨書가 남아있는데, 1713년에 노적암 극락보전에 봉안하기 위해 畵員 進悅, 靈熙, 太元, 處林, 淸徽가 제작한 내용이다. 따라서 천축사와 상운사에 봉안된 불상은 원래 봉안처는 노적사로, 1711년에 북한산성을 축성한 후에 산성의 수비와 관리를 위하여 건립한 11개의 사찰 중 하나이다. 1745년에 性能이 간행한 󰡔北漢誌󰡕에 노적사는 “영취산 아래 133칸 건물로 승장 회수가 창건하였다”고 언급되어 있다.
또한 安震湖가 1943년에 편찬한 󰡔奉恩本末寺誌󰡕에 “1722년에 승장 회수가 창건하였는데, 편액은 露積寺로 되어 있고, 대략 133칸이다"라고 언급되어 있다. 한편 당시 천축사에 봉안된 불상을 중수할 때 불화도 중수되었는데, 발원문에 불화를 중수한 瑞一, 戒鶴, 玄澤, 太性, 白機, 副良工 惠覺, 泰性은 18세기 전반에 작성된 儀軌나 寺蹟記 등에 언급된 佛畵僧이다. 특히, 현택, 혜각, 백기는 1718년에 昭顯世子의 嬪인 愍懷嬪姜氏(?-1646)의 묘를 조성할 때 조성소에 참여한 스님들이다.
두 번째 발원문은 1730년에 경기 삼각산 서암사에 석가불, 제화갈라보살, 미륵보살을 봉안한 내용이다. 당시 화원으로 참여한 각총, 칠혜, 두책, 태운은 18세기 전반에 활동한 불화승들이다. 따라서 이 발원문은 천축사 불상 내에서 발견되었다고 전하지만, 다른 사찰에 불상을 봉안한 발원문으로 보는 것이 바람직하다. 조선후기 불상 내에서는 조성과 아무런 관련이 없는 조성발원문이 발견되는 경우가 종종 있는데, 가장 대표적인 불상은 고흥 능가사 대웅전 불상으로, 하동 쌍계사 불상 관련 조성발원문(1639년)이나 1675년 운혜가 불상을 제작한 발원문 등이 조사되었다.
따라서 천축사 대웅전 목조석가삼존불좌상은 만력 연간((1573-1619))에 조성되어 1713년에 경기 고양 노적사에서 중수되었음을 알 수 있다. 그리고 1943년에 安震湖가 편찬한 󰡔奉恩本末寺誌󰡕 天竺寺 條에 "제5장 상설(像設) 1. 소상(塑像)에 釋迦․文殊․普賢 3尊. 木質金像. 높이 2.85, 너비 1.50. 興天寺에서 移來하였다"고 언급되어 노적사에서 서울 흥천사와 천축사로 이운되었음을 짐작할 수 있다.
천축사 목조석가삼존불좌상은 얼굴의 이목구비에서 풍기는 인상이나 오른쪽 어깨에 완만하게 늘어진 대의자락, 왼쪽 어깨에 수직으로 늘어진 한 가닥의 옷주름, 하반신에 걸친 대의자락 표현 등이 1614년에 조각승 현진이 만든 전남 구례 천은사 목조삼존불좌상과 유사하다. 따라서 이 삼존불좌상은 17세기 전반에 현진이나 그 계보에 속하는 조각승이 제작한 것으로 추정된다. 특히, 불상에서 발견된 두 장의 발원문은 18세기 전반에 활동한 조각승과 불화승 연구에 중요한 단서를 제공하고 있다.
천축사 목조석가삼존불좌상은 조성발원문과 복장 전적 등이 남아있지 않지만, 중수 발원문 가운데 한 장에는 17세기 전반에 조성되었다는 내용이 기록되어 있다. 이 삼존불상의 양식이나 착의법 등은 17세기 전반의 불상들과 일치하며, 특히 당시 대표적인 조각승 가운데 하나였던 현진과 그 계보 조각승에 의해 제작된 것으로 추정된다. 그러므로 서울시 유형문화재로 지정하여 보존하는 것이 바람직하다.

## 불상 규격

### 본존
총고 88.5cm, 두고 29.2cm, 두폭 21cm,, 견폭 38.4cm, 슬고15.2cm, 슬폭 55.3cm, 바닥 58.2×49.4cm, 복장구 14.2×12cm

### 미륵보살
총고(보관포함) 84.5cm, 무릎폭 53cm, 바닥 넓이 57cm, 얼굴 길이 14cm, 얼굴 폭 16cm, 어깨폭 34cm

### 제화갈라보살
총고 82.5cm, 무릎폭 52.5cm, 바닥 넓이 55.4cm, 얼굴 길이 14cm, 얼굴 폭15cm, 어깨 폭 35.3cm

## 같이 보기
- 천축사
- 천축사 목조불단

## 참고 자료
- 서울 천축사 목조석가삼존불 - 국가유산청 국가유산포털